# Hoplodrina implacata
Hoplodrina implacata är en fjärilsart som beskrevs av Alfred Ernest Wileman och Reginald James West 1929.
Hoplodrina implacata ingår i släktet Hoplodrina och familjen nattflyn. Inga underarter finns listade i Catalogue of Life.